# Большой Октан
Большой Октан — река в России, протекает в Прилузском районе Республики Коми. Устье реки находится в 228 км по правому берегу реки Летка. Длина реки составляет 20 км.
Исток реки на Северных Увалах близ горы Кольвож (248,5 м) в 33 км к северо-востоку от села Летка. Рядом с истоком Большого Октана находится исток реки Ловля, здесь проходит водораздел между бассейнами Волги и Северной Двины. Река течёт на юг, всё течение проходит по ненаселённому лесу.

## Данные водного реестра
По данным государственного водного реестра России относится к Камскому бассейновому округу, водохозяйственный участок реки — Вятка от истока до города Киров, без реки Чепца, речной подбассейн реки — Вятка. Речной бассейн реки — Кама.
По данным геоинформационной системы водохозяйственного районирования территории РФ, подготовленной Федеральным агентством водных ресурсов:
- Код водного объекта в государственном водном реестре — 10010300212111100031617
- Код по гидрологической изученности (ГИ) — 111103161
- Код бассейна — 10.01.03.002
- Номер тома по ГИ — 11
- Выпуск по ГИ — 1